# David Miliband
David Wright Miliband, conegut com a David Miliband (Londres, 15 de juliol de 1965) és un polític britànic] i, entre 2007 i 2010, el Secretari d'Estat d'Afers Exteriors. Entre maig de 2006 i juny de 2007 va ser secretari d'Estat de Medi Ambient, Alimentació i Afers Rurals. És considerat un aliat de l'exprimer ministre, Tony Blair.
Fill del teòric marxista Ralph Miliband, d'origen polonès-jueu, va estudiar política, filosofia i economia al Corpus Christi College, a la Universitat d'Oxford. I també cursà un Master a l'Institut de Tecnologia de Massachusetts.
En 2001 fou elegit membre de la Cambra dels Comuns del Parlament britànic pel districte de South Shields, al nord d'Anglaterra. El maig de 2005 va ingressar en el Gabinet com a Ministre per a Comunitats i Govern Local. Es va convertir en Secretari d'Estat per al Medi Ambient, Alimentació i Afers Rurals al maig del 2006. Amb la dimissió de Tony Blair el 27 de juny de 2007, Miliband va ser nomenat Secretari d'Estat d'Afers Exteriors en el gabinet del nou primer ministre, Gordon Brown. Després de la derrota laborista, Milliband va sortir del gabinet i va anunciar la seva candidatura a la direcció del Partit Laborista en substitució de Gordon Brown, encara que finalment el lideratge dels laboristes ho va aconseguir el seu germà Ed.
Abans de la dimissió de Tony Blair, Miliband va anunciar el seu suport a Gordon Brown, que va ser l'únic candidat a convertir-se en líder del Partit Laborista i primer ministre després de la dimissió de Blair el 27 de juny de 2007.